# Symmetrische Signalübertragung
Symmetrische Signalübertragung ist ein Verfahren, um Signale auch bei längeren Übertragungswegen möglichst tolerant gegenüber Störeinstrahlungen übermitteln zu können. Die Übertragung erfolgt dabei statt mit nur einem einzigen Signalleiter mit einem Paar gleichartiger Signalleiter. Dabei wird auf der einen Leitung das eigentliche Signal und auf der anderen ein dem Empfänger bekanntes Referenzsignal übertragen. Die Beeinflussung des Nutzsignals durch Einkopplungen auf dem Übertragungsweg ist auf beiden Leitern nahezu gleichartig, wenn sie die gleiche Quellimpedanz, gleiche Leitungsimpedanz und gleiche Lastimpedanz aufweisen. Bei Differenzbildung der beiden Leiter-Potenziale hebt sich die Störung dann (nahezu) auf.
Neben dem Begriff Symmetrische Signalübertragung (abgeleitet daraus, dass sich Störungen symmetrisch auf beide Signalleiter auswirken), spricht man synonym auch von differenzieller Signalübertragung, abgeleitet daraus, dass auf der Empfängerseite das Nutzsignal durch Differenzbildung zwischen beiden Signalleitern gewonnen wird.
Oft wird mit dem Begriff Symmetrische Signalübertragung auch gleichzeitig eine differenzielle Übertragung und eine spannungssymmetrische Speisung bezüglich eines Bezugspotenzials (Masse) assoziiert, jedoch ist zwischen den drei Aspekten Impedanzeigenschaften, Spannungsverlauf und Bezugspotenzial zu unterscheiden. Mit symmetrischer Übertragung, engl. balanced line, sind streng genommen nur Impedanzeigenschaften gemeint. Je nach Anwendung wird neben dem Leitungspaar zur symmetrischen Signalübertragung noch das Bezugspotenzial als dritter Leiter übertragen.

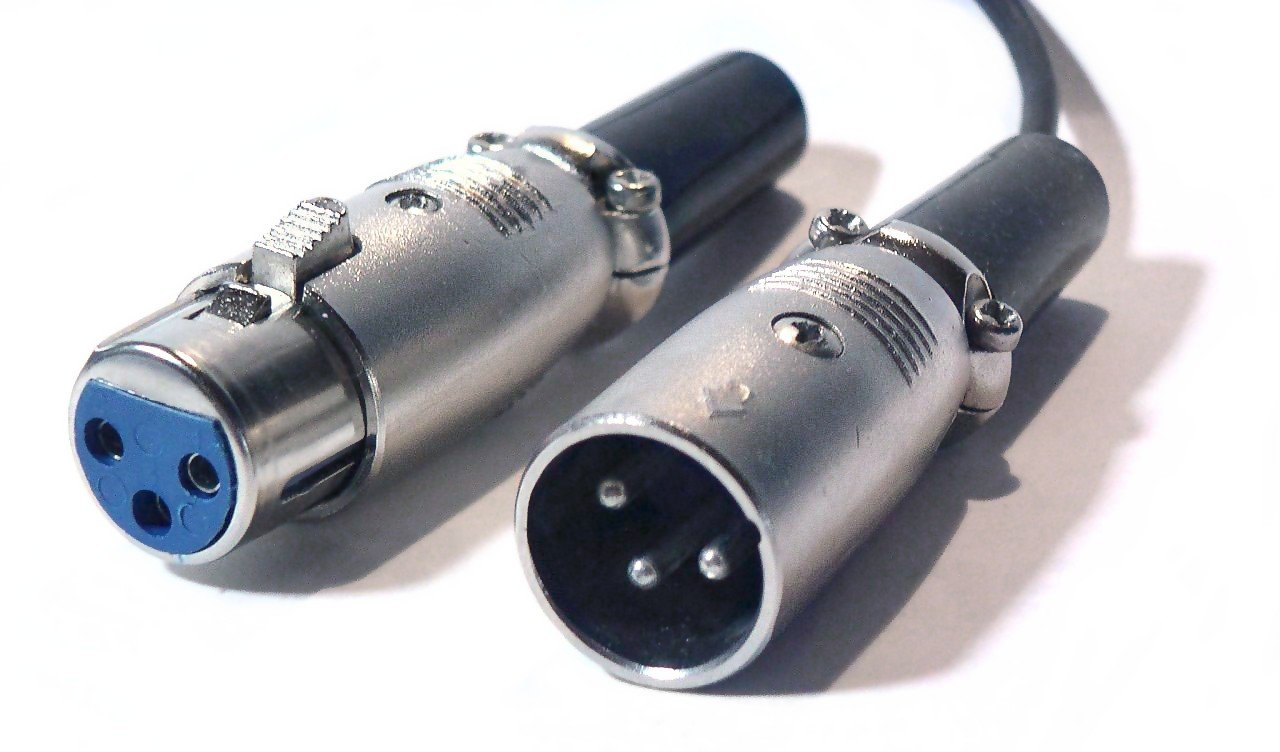
XLR ist in der Tontechnik ein häufig verwendeter Steckverbinder für symmetrisch geführte Kabel.

## Prinzip
Soll ein elektrisches Signal leitungsgebunden übertragen werden, so ist hierfür grundsätzlich ein geschlossener Stromkreis nötig. Zwischen Signalquelle und Signalsenke existieren somit stets zwei Leiter. Dies gilt auch bei „Eindrahttechnik“ – hier wird der zweite Leiter durch Erde repräsentiert.
Wird ein elektrisches Signal auf einer Leitung übertragen, so wirken sich alle induktiven und kapazitiven Umgebungseinflüsse störend auf dieses Signal aus. Je nach Kabelbeschaffenheit (Mikrofonkabel, Telefonleitung, LAN-Kabel, …) und Signaleigenschaften können die Störungen die Signalqualität in erheblichem Maße beeinflussen und bereits nach Zentimetern bis Kilometern stärker als das Nutzsignal selbst sein.
Versuche im 19. Jahrhundert, Telefongespräche unsymmetrisch (z. B. mit nur einer Leitung und mit der Erde als Rückleiter) zu übertragen, blieben daher erfolglos.
Ein elektrisches Wechselfeld, verursacht z. B. durch Motoren, Transformatoren oder wechselstromführende Leitungen, erzeugt frequenzproportional eine gleichgerichtete Induktionsspannung in jeder Ader einer Leitung. Kapazitive Einflüsse addieren frequenzproportional einen (Verschiebungs-)Strom auf jede Ader. Nach dem Prinzip des Faradayschen Käfigs kann das Kabel durch eine leitende Oberfläche (etwa eine Metallfolie oder ein Schirmgeflecht) gegen das elektrische Wechselfeld abgeschirmt werden.
Ein (niederfrequentes) magnetisches Wechselfeld durchdringt auch metallische Leiter, es lässt sich praktisch nicht abschirmen und induziert damit in jede noch so gut abgeschirmte Leitung.
Es gibt somit kein Mittel, ein Signal über einen Leiter ungestört zu übertragen.
Außerdem liegt ein weit entfernter Empfänger u. U. auf einem ganz anderen Massepotential, was selbst wenn das Signal dort ungestört ankäme, ein Störsignal generieren würde.
Eine Lösung dieses Problems besteht darin, nicht nur ein Signal zu übertragen, sondern zusätzlich als Referenzsignal
- ein zum Nutzsignal identisches Signal entgegengesetzter Polarität (differenzielle Übertragung) oder
- ein Nullsignal (pseudo-differenzielle Übertragung).

Überträgt man das Signal zusammen mit dem Referenzsignal über ein geeignetes Kabel, wirken sich alle induktiven und kapazitiven Störungen identisch auf beide Adern aus und durch Differenzbildung beider Signale auf Empfängerseite lässt sich das Störsignal exakt eliminieren.

Zwei miteinander verdrillte Adernpaare zur symmetrischen Signalübertragung

Als geeignete Kabel nutzt man sog. symmetrische Kabel. Bei diesen haben die beiden Adern eines Leiterpaares identische elektrische Eigenschaften. Zusätzlich sind die Adern meist gegeneinander verdrillt (Verseilung) sowie meistens noch von einer elektrisch abschirmenden Hülle (Schirm) umgeben. Liegen viele Adernpaare in einem Kabel (Telefontechnik), so erweist sich unterschiedlicher Drill der verschiedenen Paare als das geeignetste Mittel, wechselseitige Signaleinkopplungen zu symmetrieren und damit zu minimieren. Da es sich bei den Störeinflüssen um induzierte Spannungen und aufgeprägte Ströme handelt, sind identische Einkopplungs- und Abschlussimpedanzen beider Adern für eine exakt symmetrische Einkopplung der Störungen vonnöten.

## Verwendung
Symmetrische Signalführung wurde weltweit im analogen Telefonnetz verwendet. Heute kommt sie in der professionellen Tontechnik nahezu ausschließlich zum Einsatz; Tauchspulmikrofone mit deren symmetrischem Anschluss sind in der Live-Tontechnik beliebt, weil sie simpel und robust sind – die Tauchspule ist zugleich Teil des Schallwandlers und Übertrager.
Auch in der Digitaltechnik arbeitet man heute mit symmetrischen Kabelführungen. So nutzen USB und modernes Ethernet die symmetrische Signalübertragung.
Asymmetrische Signalführung wird dagegen weiterhin in Einsatzgebieten bevorzugt, wo Kostengründe und mechanische Robustheit im Vordergrund stehen. Typische Beispiele sind
- elektrische Messtechnik
- Tonübertragung im nichtprofessionellen (HiFi) und teilweise semiprofessionellem Umfeld (Cinch-, DIN-, Klinkenstecker (wird auch zur symmetrischen Signalübertragung benutzt), S/PDIF, BNC),
- analoge Videoübertragung (SCART),
- digitale Übertragung (RS-232, IEEE 1284 (Centronics), HDBaseT, 10BASE2- und 10BASE5-Ethernet)
- Hochfrequenztechnik (Antenne, LNB, BK-Netz)

## Anwendung und Theorie
Bei den folgenden Betrachtungen werden real vorhandene Leitungsimpedanzen nicht berücksichtigt, die zu einer Dämpfung und zu einer Verzerrung von Phasen- und Frequenzgang beider Adern führen.
Es wird angenommen, dass Störungen auf beide Adern gleich einwirken, was insbesondere angenommen werden kann, wenn die Adern verdrillt sind.

### Nicht-symmetrische Übertragung

Störsignal bei nicht-symmetrischer Übertragung

Bei der nicht-symmetrischen Übertragung haben die beiden Adern unterschiedliche elektrische Eigenschaften (Quell-, Leitungs- und Abschlussimpedanzen), beispielsweise bei einer echten Signalader und dem Kabelschirm. Eine eingestrahlte Störung kommt dadurch beim Signalempfänger auf beiden Adern unterschiedlich an, es resultiert ein gestörtes Signal.

### Symmetrische Übertragung, pseudodifferenzielle Signale

Störsignal bei symmetrischer Übertragung pseudodifferenzieller Signale

Bei der symmetrischen Übertragung haben die beiden Adern identische elektrische Eigenschaften, beispielsweise bei zwei echten gleichartigen Signaladern. Eine eingestrahlte Störung kommt dadurch beim Signalempfänger auf beiden Adern gleich an, durch Differenzbildung kann die Störung eliminiert werden.
Pseudodifferenzielle Übertragung bedeutet, dass das eigentliche zeitlich variable Nutzsignal nur auf einer Ader übertragen wird, die andere Ader (Referenzsignalader) trägt ein zeitlich unveränderliches Null-Signal, das Bezugspotential.
Mathematisch gesprochen lässt sich die pseudodifferenzielle symmetrische Signalübertragung so beschreiben:

Das zu übertragende Signal möge am Ort der Quelle die Zeitfunktion {\displaystyle f(t)} tragen.

Das Referenzsignal ist statisch Null: {\displaystyle r(t)=0(t)}.

Während der Übertragung möge eine zeitlich variable Störung {\displaystyle s(t)} identisch auf beide Adern einwirken.

Am Ort des Empfängers lässt sich die Störung durch Differenzbildung komplett eliminieren:
{\displaystyle e(t)=[f(t)+s(t)]-[r(t)+s(t)]=[f(t)+s(t)]-[0(t)+s(t)]=f(t)}

### Symmetrische Übertragung, differenzielle Signale

Störsignal bei symmetrischer Übertragung differenzieller Signale

Die symmetrische Übertragung differenzieller Signale unterscheidet sich von der pseudodifferenzieller Signale dadurch, dass als Referenzsignal das negierte Nutzsignal (entgegengesetzte Polarität) übertragen wird: {\displaystyle r(t)=-f(t)}.

Am Ort des Empfängers lässt sich die Störung durch Differenzbildung wieder komplett eliminieren:
{\displaystyle e(t)=[f(t)+s(t)]-[r(t)+s(t)]=[f(t)+s(t)]-[-f(t)+s(t)]=2\cdot f(t)}
Die differenzielle Signalübertragung ist auf Senderseite etwas aufwändiger, führt jedoch auf der Empfängerseite – als positivem Nebeneffekt – zu einem verdoppelten Amplitudenhub, also einer Erhöhung des Signal-/Rauschabstands um 6 dB.

## Details zur Realisierung
Verzichtet man auf identische Quell- und Abschlussimpedanzen beider Adern, können auch Klinkenstecker, BNC- oder Cinch-Verbinder für die Übertragung genutzt werden. Der Hauptvorteil der symmetrischen Übertragung, nämlich die Speisung des Empfängers aus Signal- und Referenzader und die damit verbundene erhebliche Verbesserung der Signalübertragungsqualität gegenüber konventioneller Führung, bleibt erhalten.
Bei der Signalübertragung innerhalb von Geräten kann es notwendig sein, ein asymmetrisches Ausgangssignal einer Baugruppe in der nächsten Baugruppe als pseudodifferenzielles Signal zu behandeln. Dies ist dann notwendig, wenn innerhalb des Gerätes kein gemeinsamer Massepunkt realisiert werden kann, auf den alle analogen Signale innerhalb des Gehäuses bezogen werden. Durch sich ändernde elektrische Ströme in den Masseleitungen zwischen den Baugruppen werden, basierend auf dem ohmschen Gesetz, Spannungen erzeugt, die sich zum übertragenen asymmetrischen Signal hinzu addieren, weil die Störung nur in einer Leitung, dem Bezugspotential des asymmetrischen Signals, eingespeist wird.
Ein Beispiel sind Computer mit einer im Laufwerksschacht eingebauten aktiven Lautsprecherbox. Die aktiven Lautsprecher bekommen die Audiosignale durch eine drei-/vieradrige Leitung direkt von der Soundkarte auf dem Mainboard, erhalten aber die Masse zur Spannungsversorgung des im Lautsprecher eingebauten Audioverstärkers durch den Kabelstrang, der auch die Laufwerke mit Betriebsspannung versorgt. Hohe Impulsströme zu Prozessor und Laufwerken führen zu unterschiedlichen Potentialen in den beiden Masseanschlüssen. Verstärker mit Eingangsbeschaltung für symmetrische Signale sind für den Potentialunterschied in den Masseanschlüssen ausgelegt, während Verstärker für unsymmetrische Eingangssignale die Störsignale weder beseitigen können, wenn die Masseleitung der Audioleitung nicht am Verstärker angeschlossen wird, noch wenn sie die Massepotentiale miteinander kurzschließen. Letzteres verbindet die Masseleitungen zu einer Leiterschleife, die weitere Störströme induziert (vergl. Leiterschleife im Magnetfeld) und durch den Kurzschluss zu überhöhten Potentialausgleichsstromstößen in der Masseader der Audioleitung führt.

## Bauelemente
Eine Subtraktion von zeitabhängigen Signalen kann prinzipiell mit verschiedenen Mitteln erreicht werden. So überträgt etwa ein Trenntransformator (Übertrager) nur die Differenz der an der Primärwicklung anliegenden Signalspannungen. Mit Mitteln der modernen Mikroelektronik kann man auch einen Subtrahierverstärker zur Differenzbildung benutzen, wenn Isolation nicht erforderlich ist (Haustechnik, Tontechnik, Rechentechnik im Haus).
In der Tontechnik wägt man je nach Anwendung zwischen der Verwendung eines Übertragers, der passive Schaltungen erlaubt, aber einen nichtidealen Frequenzgang zeigt, und aktiven Schaltungen mit einem Differenzverstärker ab.
- Übertrager: Transformatoren oder Übertrager werden dort eingesetzt, wo Isolation erforderlich ist. Man findet sie etwa als sogenannte LAN-Magnetics beim Ethernet.

- Subtrahierverstärker: Operationsverstärker werden bevorzugt, wenn linearer Frequenzgang gefordert ist (Analogtechnik, Tontechnik). Zwar werden bessere Ergebnisse als mit einer ausbalancierten, pseudodifferenziellen Übertragung mit Schutzisolation erzielt, aber der Aufwand ist hoch. So bleibt der Subtrahierverstärker Spezialanwendungen vorbehalten, die zum Beispiel Schutzerde mitbringen. Das Prinzip des Subtrahierverstärkers ist einfach: das Referenzsignal wird mittels des Operationsverstärkers negiert und folgend zum Signal addiert. In der einfachsten Form werden dazu ein einziger, negierender Operationsverstärker und zwei Widerstände zur Addition der Signale benötigt. Hochintegrierte Elektrometersubtrahierer erreichen höhere Präzision, größere Gleichtaktunterdrückung und bieten hohe Eingangswiderstände um für jeden Leitungswellenwiderstand anpassbar zu sein.

## Differenzprinzip in der Digitaltechnik

Asymmetrische Ansteuerung einer Twisted-Pair-Leitung

Symmetrische Ansteuerung einer Twisted-Pair-Leitung

Symmetrische Ansteuerung einer Twisted-Pair-Leitung für ECL

In der Hochfrequenztechnik (USB, Ethernet, Fernseh-Übertragung) kommt zum Problem der differenziellen Übertragung noch ein Problem hinzu. Jedes Kabel besitzt eine definierte Wellenimpedanz, die in der Größenordnung zwischen 50 und 300 Ω liegt. Weichen Quell- oder Abschlussimpedanz von der Wellenimpedanz ab, kommt es an dieser Stelle zu Signalreflexionen (bekannt z. B. von Geisterbildern im Fernsehen).
So werden für extrem hohe Datenraten oder Übertragungsfrequenzen Impedanzen im Bereich der Wellenimpedanz benötigt. Diese führen aber bei üblichen Signalspannungen zu hohen Verlustleistungen der signaltreibenden Gatter.
So haben sich Techniken etabliert, die mit geringstem Signalhub (gleich geringster Verlustleistung) auskommen. Dieses sind zwangsläufig differenzielle Übertragungsverfahren.
Die Leitung wird mit der Wellenimpedanz terminiert; d. h., die differenziell übertragenden Adern werden mit einem Widerstand verbunden, dessen Wert der doppelten Wellenimpedanz entspricht (siehe Theorie).
Wegen des niederohmigen Abschlusswiderstandes muss das Sendegatter einen hohen Ausgangsstrom liefern können. Solche Gatter werden als Leitungstreiber oder Puffer bezeichnet. Als Empfänger werden zumeist Schmitt-Trigger-Gatter eingesetzt, um die Störfestigkeit zu erhöhen.
Da ein unsymmetrischer Aufbau jedoch relativ empfindlich gegenüber äußeren Störeinflüssen (auf der Masseleitung) ist, wird der symmetrische Aufbau bevorzugt. Die zweite Leitung wird mit dem komplementären Signal gespeist und verwendet einen Differenzverstärker mit Komparator als Empfänger. Eine äußere Störung wirkt sich auf beide Leitungen gleichermaßen aus und bewirkt eine Gleichtaktaussteuerung, die durch die Differenzbildung im Komparator gefiltert wird.
Die komplementären Signale dürfen keine zeitliche Verschiebung aufweisen, weshalb man in der Praxis einerseits Bauelemente (ICs) mit komplementärem Ausgang einsetzt und andererseits die Längen beider Leitungen genau gleich dimensioniert.
Komplementäre Ausgänge sind bei Schaltungen in ECL-Technik a priori vorhanden, weshalb keine speziellen Bausteine verwendet werden müssen. ECL-Bausteine eigneten sich daher besonders für symmetrische Datenübertragung. Am Empfänger werden Komparatoren mit ECL-kompatiblem Ausgangssignal eingesetzt, die als Line-Receiver bezeichnet werden.
In der modernen Digitaltechnik (USB, Ethernet, RS485, LVDS) wurden ECL-Bausteine durch differenziell arbeitende CMOS-Logikgatter mit bipolarer Endstufe (BiCMOS) verdrängt.